# Jakub z Paradyża
Jakub z Paradyża inne formy nazwiska: Jacobus de Clusa, Jacobus de Paradiso, Jakub z Jüterbocku (Interboku), Jakub Kartuz, Jakub z Kartuzji, (ur. ok. 1380, zm. 30 kwietnia 1464 w Erfurcie) – cysters, teolog i filozof, kaznodzieja.

## Życiorys
Pochodził z rodziny niemieckich kolonistów osiadłych nad Obrą. Ok. 1402 wstąpił do klasztoru w Paradyżu. Studiował filozofię i teologię na Akademii Krakowskiej. W 1423 został magistrem artes, a w 1432 magistrem teologii. Po studiach pozostał w klasztorze w Mogile pod Krakowem. Był kaznodzieją uniwersyteckim i lektorem teologii.
Działał jako teolog i myśliciel, był autorem wielu traktatów, dialogów i kazań. W latach 1440–1441 przyczynił się do powstania traktatu o wyższości soboru nad papieżem przesłanego na sobór w Bazylei. Na synodzie prowincjalnym w Łęczycy wystąpił z postulatem radykalnych reform życia zakonnego, m.in. opowiedział się za całkowitą sekularyzacją dóbr zakonnych. Popadł z tego powodu w konflikt ze swoim klasztorem; w 1442 przeniósł się do cystersów w Sulejowie, a następnie wstąpił do kartuzów na Spiszu. 
W 1442–1443 był na soborze w Bazylei, gdzie wygłosił kazanie do uczestników soboru. Ostatnie lata życia spędził w klasztorze kartuzów w Erfurcie. Od 1452 wykładowca prawa kanonicznego na Uniwersytecie Erfurckim, od 1454 dziekan, a następnie od 1456 rektor wszechnicy erfurckiej.
Jest autorem około 150 dzieł ascetycznych, dogmatycznych, kanonicznych i moralnych. Był zdecydowanym zwolennikiem koncyliaryzmu oraz głębokich reform życia klasztornego. Był wyśmienitym badaczem i znawcą Pisma świętego i uznanym nauczycielem akademickim. 

## Najważniejsze dzieła
- Dialogus religiosorum, powst. ok. 1432, znajdował się w rękopisach Biblioteki Uniwersytetu Lipskiego i Biblioteki Wrocławskiej, wstęp i zakończenie ogł. J. Fijałek Mistrz Jakub z Paradyża, t. 1, Kraków 1900, s. 85-90
- De temptatione et consolatione religiosorum, powst. w Mogile, traktat znajdował się w rękopisach Biblioteki Uniwersytetu Lipskiego, Biblioteki Wrocławskiej oraz w kodeksie biblioteki Seminarium w Pelplinie; fragmenty ogł. J. Fijałek Mistrz Jakub z Paradyża, t. 1, Kraków 1900, s. 93-105
- Dialogus... de temptatione et consolatione, powst. prawdopodobnie w Mogile, tekst znajdował się w rękopisach Biblioteki Monachijskiej i królewskiej Biblioteki Paulina w Monastyrze; fragmenty ogł. J. Fijałek Mistrz Jakub z Paradyża, t. 1, Kraków 1900, s. 106-109
- Compendium de tribus substantialibus religiosorum, rękopis Biblioteki Uniwersytetu Lipskiego; fragmenty ogł. J. Fijałek Mistrz Jakub z Paradyża, t. 1, Kraków 1900, s. 106-109
- Tractatus super esum carnium, powst. w Mogile, rękopisy znajdowały się w Bibliotece Monachijskiej oraz w kodeksie biblioteki Seminarium w Pelplinie; obszerne wypisy ogł. J. Fijałek Mistrz Jakub z Paradyża, t. 1, Kraków 1900, s. 116-134
- Sermo in actu visitationis, powst. prawdopodobnie w czasie pracy wizytacyjno-kaznodziejskiej w Polsce (1427-1433), rękopis w bibliotece Seminarium w Pelplinie; fragmenty ogł. J. Fijałek Mistrz Jakub z Paradyża, t. 1, Kraków 1900, s. 136
- Determinatio (traktat o władzy Kościoła i soboru powszechnego), powst. na przełomie 1440/1441, z kopii w kodeksie Biblioteki Jagiellońskiej ogł. niemal w całości J. Fijałek Mistrz Jakub z Paradyża, t. 1, Kraków 1900, s. 349-380
- Sermones dominicales (ok. 1470), wyd. następne (z modyfikacjami w tytule): Spira (ok. 1471-1472); Spira 1472; (Esslingen ok. 1472, drukarnia C. Fyner); Ulm 1472 (edycja wątpliwa); (Esslingen ok. 1475, drukarnia C. Fyner); (Ulm ok. 1475); Bazylea 1476; Norymberga 1478, drukarnia Creussner; (edycja prawdopodobnie identyczna z jedną z wcześniejszych)
- Tractatus de apparitionibus animarum post exitum ear(undem) a corporibus et de earundem receptaculis, wyd.: (Augsburg 1463? 1470?); Burgdorf 1475; brak miejsca i roku wydania; (Esslingen ok. 1475, drukarnia c. Fyner - 2 edycje); Padwa 1482, drukarnia J. Alacraw i B. Mayr; (ok. 1490); Kolonia 1496, drukarnia Bogmart de Ketwich; Lipsk 1496, drukarnia W. Monacensis; Lipsk 1497, drukarnia Lotter; (Bazylea ok. 1515, drukarnia J. de Pfortzheim); łącznie wydań było prawdopodobnie ponad 15
- De arte bene moriendi, powst. w Erfurcie, wyd. Lipsk, inne wyd.: Lipsk 1495, drukarnia Arnold z Kolonii; liczne rękopisy z tytułem De arte bene vivendi et bene moriendi, m.in. w bibliotece w Seminarium w Pelplinie
- De bono morali et remediis contra peccata
- De malo huius saeculi
- Tractatus multarum passionum, praecipue iracundiae, et remediis earundem
- De negligentia praelatorum
- De contractibus
- De anno jubileo
- De septem ecclesiae statibus in Apocalypsi descriptis
- Petitiones religiosorum pro reformatione sui status
- De actionibus humanis quantum ad bonitatem et malitatem
- De profectu in vita spirituali
- De theologia mystica
- Sermones de sanctis
- wykaz większości rękopisów podaje K. Piotrowicz "Polonica w Niemczech", Nauka Polska, t. 18 (1934), s. 178-180